# クマの冬ごもり
『クマの冬ごもり』（クマのふゆごもり）または『クマ公の冬ごもり』（クマこうのふゆごもり、原題：Bearly Asleep）は、ウォルト・ディズニー・プロダクション（現：ウォルト・ディズニー・カンパニー）が製作した1955年8月19日公開のアニメーション短編映画作品。ドナルドダック・シリーズの第119作である。

## スタッフ
- 製作：ウォルト・ディズニー
- 監督：ジャック・ハンナ
- 脚本：アル・ベルティノ、デイブ・ディティージ
- 音楽：オリバー・ウォレス
- 美術：エール・グレイシー
- 背景：レイ・ハッフィン
- 原画：ボブ・チャールソン、ヴォルス・ジョーンズ
- 効果：ダン・マクマニュス

## キャスト
| キャラクター   | 原語版               | 旧吹き替え版 | 新吹き替え版 |
| -------------- | -------------------- | ------------ | ------------ |
| ドナルドダック | クラレンス・ナッシュ | 関時男       | 山寺宏一     |
| ハンフリー     | ジミー・マクドナルド | -            | -            |
| ナレーター     | -                    | 江原正士     | -            |

## 日本での公開

### 収録
- ドナルドダッククロニクル3